# Operation: Mindcrime
Az Operation: Mindcrime  az amerikai Queensrÿche együttes harmadik nagylemeze, mely 1988-ban jelent meg. Az album egy rockopera/konceptalbum, amely az Amerikai Egyesült Államok társadalmi problémáival foglalkozik. A zenei rendező Peter Collins producer volt, aki korábban Rush és Tygers of Pan Tang albumokon is dolgozott, később Alice Cooper és a Suicidal Tendencies mellett is segédkezett. Az epikus nagyzenekari részeknél a neves amerikai zeneszerző, Michael Kamen segédkezett.
Az albumot a zenekar főművének szokás tartani, a legtöbben ezzel az albummal azonosítják az együttest. Ez a lemez hozta meg számukra az áttörést is, miután az Egyesült Államokban aranylemez lett. Az albumról kimásolt Eyes of a Stranger a 35., míg az I Don't Believe in Love a 41. lett a mainstream rock-listán. Az album a Billboard-listán az 50. helyig jutott.
Az albumot a Kerrang magazin Minden idők 100 legnagyobb heavy metal-albumainak listáján a 34. helyre sorolta. A lemezt 2017-ben a Rolling Stone magazin a Minden idők 100 legjobb metalalbuma listáján a 67. helyre rangsorolta.
A lemez 2003-as CD-s újrakiadásán két koncertfelvétel is szerepel.
A konceptalbum második része 18 év múlva készült el Operation: Mindcrime II címmel.

## Sztori
A történet főszereplője Nikki, egy útját vesztett fiatal, aki már kinőtt az utcakölyök korszakból, de hogy mit kezdjen az életével, azt még nem tudja. Van ugyan némi művészi tehetsége, szeret rajzolgatni, de igazából nincs esélye a jobb életre, a kitörésre a Reagan-korszak végi Amerikában, ahol sok-sok ezren tengetik napjaikat ebben a viszonylag reménytelen állapotban. Az album a sztori végén kezdődik: Nikki egy állami kórház egyik ágyán ébred kómájából, erős őrizet mellett, és a tévét nézi, a műsorban pedig épp az általa elkövetett gyilkosságokról beszélnek. Belép Debbie nővér, aki úgy véli, a masszív kábszeres páciensnek egy újabb injekcióra lenne szüksége, hogy aludni tudjon. "Szép álmokat, te fattyú"-mondja, ahogy rácsukja Nikkire az ajtót, aki azonban a szer hatására emlékezni kezd arra (I Remember Now), hogy mi is történt vele.
Az Anarchy X lázító témái egy néhány héttel azelőtti politikai gyűlést idéznek fel, ahol emberek százai hallgatták, amint egy bizonyos Dr. X előadta felforgató nézeteit. A Revolution Callingban megismerjük Nikkit, valamint lesújtó véleményét a politikusokról, a társadalomról. Minden és mindenki eladó - s ő maga is szinte bármire képes lenne, hogy végre változzanak a dolgok, csak a ravaszt nem húzná meg... De találkozik a doktorral, akinek pont kapóra jön hősünk. Az Operation: Mindcrime-ban Dr. X nem csupán telebeszéli Nikki fejét, de - tekintve, hogy gyógyszerész és orvos - hipnotizálja őt, és a srác drogfüggősége is segítségére van. Az eddig is rendszerellenes, ám ártalmatlan Nikki ezzel a filozófiával a fejében, ami célt ad addig értelmetlen életének, már igazi halálangyallá változik. Dr. X a kábítószerekkel, a hipnózisban belé programozott kifejezéssel ("mindcrime") irányítja őt és veszi rá különféle politikai és vallási vezetők megölésére.
A Speak dalban Nikki már a doktor hatása alatt beszél arról a földalatti forradalomról, amelynek végső célja a Fehér Ház hatalmának lerombolása, a világ teljes átalakítása. A Spreading The Disease-ben ismerjük meg Mary nővért, aki mielőtt apácának állt, szado-mazo klubokban prostituáltként dolgozott. 17 éves, amikor maga mellé veszi William atya, merő jóságból, meg hogy heti egyszer áldozzon vele az oltáron a saját szexuális étvágyának. A pap mutatja be a lányt Dr. X-nek, aki felbérli őt, hogy enyhítse Nikki fájdalmait: a srác ugyanis szobájában gyertyát gyújt minden egyes áldozatáért, és borzalmas rajzokat készít róluk a falakra (The Mission). Bűntudata van, amit, úgy érzi, egyedül Mary nővér enyhíthet.
A Suite Sister Mary dal elején (Maryt Pamela Moore énekesnő személyesíti meg) egy éjsötét limuzin áll meg Nikki mellett az utcán, a sötétített üveg mögül Dr. X tűnik elő, aki felszólítja, hogy ölje meg Maryt és a papot, mert mindketten túl sokat tudnak. Nikki végez az atyával, ám Maryvel szerelmesek egymásba. Ezután Nikki terve az alábbi: megölni Dr. X-et, és meglépni a rendőrök elől. Mary közben besokall attól, hogy mindenki csak kihasználta és hazudott neki, nem tud hinni Nikkinek sem. Összevesznek, a srác elrohan, hogy végezzen a doktorral, az összetört Mary pedig ott marad egyedül, gyűlölve Nikkit, a férfiakat, az életet. A The Needle Lies lázas rohanásában Nikki kábszeres kiakadását és eszmélését látjuk, és azt, hogy képtelen végezni Dr. X-szel. Mire visszatér a templomba (Electric Requiem), Maryt holtan találja, nyaka körül rózsafüzére.
Fájdalmában Nikki őrülten rohan az éjszakai utcákon, üvöltésével megtörve a csendet (Breaking The Silence) - mindenütt Mary arcát látja. Ekkor a rendőrség letartóztatja, még csupán eszelős viselkedéséért, na meg a nála talált, engedély nélkül viselt fegyverért, amiről később derül ki, hogy megegyezik azzal, amelyikkel a gyilkosságokat elkövették. De azt is látják, hogy drogos, ami összefüggéstelen hadoválásából is kiderül, ahogy egyre hajtogatja: "nem hiszek a szerelemben"... (I Don't Believe In Love). A Waiting For 22 és a My Empty Room Nikki gyásza Maryért és saját magáért, egy cellában ücsörögve. Az Eyes Of A Stranger, az album utolsó dala újra a kórházi szobában mutatja Nikkit, aki delíriumos állapotban visszaemlékezik a történtekre, belebámulva a tükörbe egy idegen arca néz vissza rá.
A zene örvényében összemosódik több fő téma, s végül egy vaskos hang harsogja: Forradalom! Majd újra kezdődik minden: "Már emlékszem" (I remember now).
A történet az Operation: Mindcrime II lemezen folytatódik.

## Számlista
1. "I Remember Now" (Chris DeGarmo, Geoff Tate, Michael Wilton) – 1:17
2. "Anarchy-X" (DeGarmo) – 1:27
3. "Revolution Calling" (Tate, Wilton) – 4:42
4. "Operation: Mindcrime" (DeGarmo, Tate, Wilton) – 4:43
5. "Speak" (Tate, Wilton) – 3:42
6. "Spreading the Disease" (Tate, Wilton) – 4:07
7. "The Mission" (DeGarmo) – 5:46
8. "Suite Sister Mary" (DeGarmo, Tate) – 10:41
9. "The Needle Lies" (Tate, Wilton) – 3:08
10. "Electric Requiem" (Scott Rockenfield, Tate) – 1:22
11. "Breaking the Silence" (DeGarmo, Tate) – 4:34
12. "I Don't Believe in Love" (DeGarmo, Tate) – 4:23
13. "Waiting for 22" (DeGarmo) – 1:05
14. "My Empty Room" (Tate, Wilton) – 1:28
15. "Eyes of a Stranger" (DeGarmo, Tate) – 6:39

### 2003-as CD-s újrakiadás bónuszai
1. "The Mission" (Live at The Hammersmith Odeon, London, 1990.11.15) - 6:11
2. "My Empty Room" (Live at The Astoria Theatre, London, 1994.10.20) -2:43

## Zenekar
- Geoff Tate – ének
- Chris DeGarmo – gitár, háttérvokál
- Michael Wilton – gitár, háttérvokál
- Eddie Jackson – basszusgitár, háttérvokál
- Scott Rockenfield – dob

## Szereplők
- Pamela Moore - Sister Mary
- Anthony Valentine - Dr. X
- Debbie Wheeler - nővér
- Mike Snyder - műsorvezető
- Scott Mateer - William atya
- The Moronic Monks of Morin Heights - Kórus

## Helyezések
Album - Billboard (Észak-Amerika)
| Év   | Táblázat          | Pozíció |
| ---- | ----------------- | ------- |
| 1988 | The Billboard 200 | 50      |

### Kislemez
| Év   | Dal                       | Táblázat                   | Pozíció |
| ---- | ------------------------- | -------------------------- | ------- |
| 1989 | "Eyes of a Stranger"      | USA Mainstream Rock Tracks | #35     |
| 1989 | "I Don't Believe in Love" | USA Mainstream Rock Tracks | #41     |